# دان كول
دان كول (بالإنجليزية: Dan Cole)‏ (و. 1987  م) هو لاعب اتحاد الرغبي، من المملكة المتحدة، ولد في لستر، يلعب كمبعد ‏.

## التعليم
تعلم في Robert Smyth Academy ‏.

## روابط خارجية
- دان كول على موقع دوري الرغبي الممتاز (الإنجليزية)
- دان كول عل موقع إسبنسكروم (الإنجليزية)
- دان كول على موقع ItsRugby.co.uk (الإنجليزية)